# Castries
Castries Saint Lucia fővárosa és egyben legnépesebb települése. Itt található az ország gazdasági és közigazgatási központja.

## Fekvése
Dél-Amerika északi partjaitól kb. 400 km-re északra, a Karib-tengerben található. Északi szigetszomszédja Martinique, délen Saint Vincent és Grenadines található. Délkeletre Barbados helyezkedik el.

## Földrajza

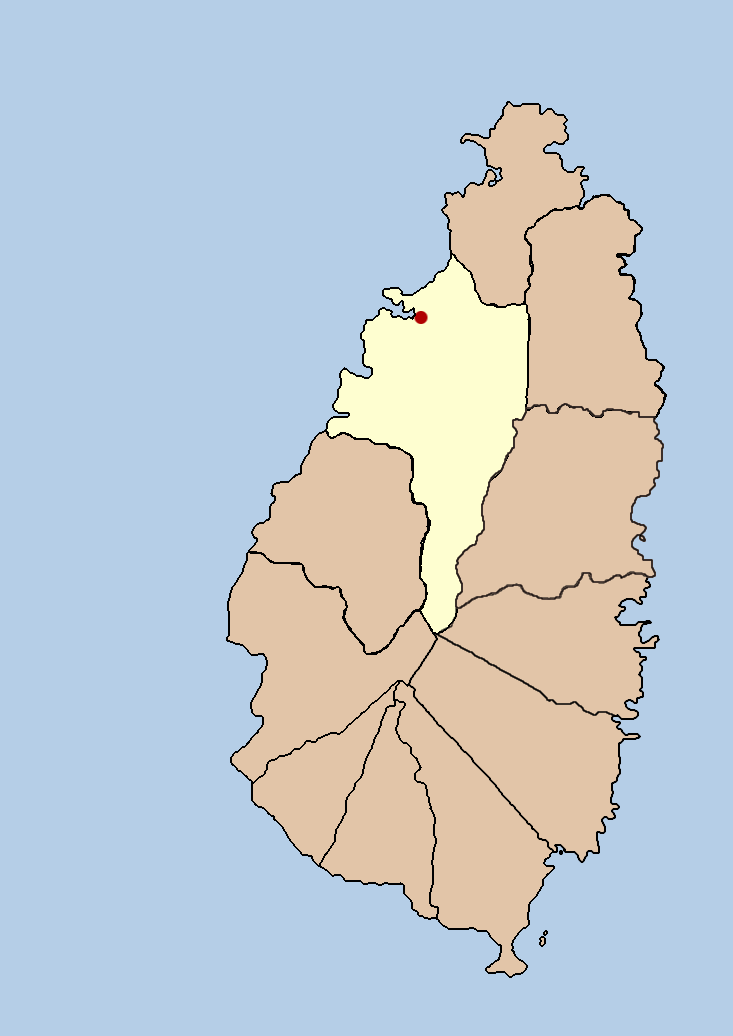

A város a Kis-Antillákhoz tartozó szigetcsoport (területe: 616 négyzetkilométer) Windward Islands szigetországának, Saint Luciának  a fővárosa.
A sziget északnyugati partján fekvő szélvédett Castries-öböl belső szögletében, a Morne Fortune (236 m) előterében helyezkedik el.
Éghajlata trópusi szavanna, melyet a tenger közelsége nagyban enyhít.
Castries-ben az évi középhőmérséklet 25 °C, az évi 1250 mm csapadék zöme a májustól novemberig tartó esős évszakban hull le.

## Története

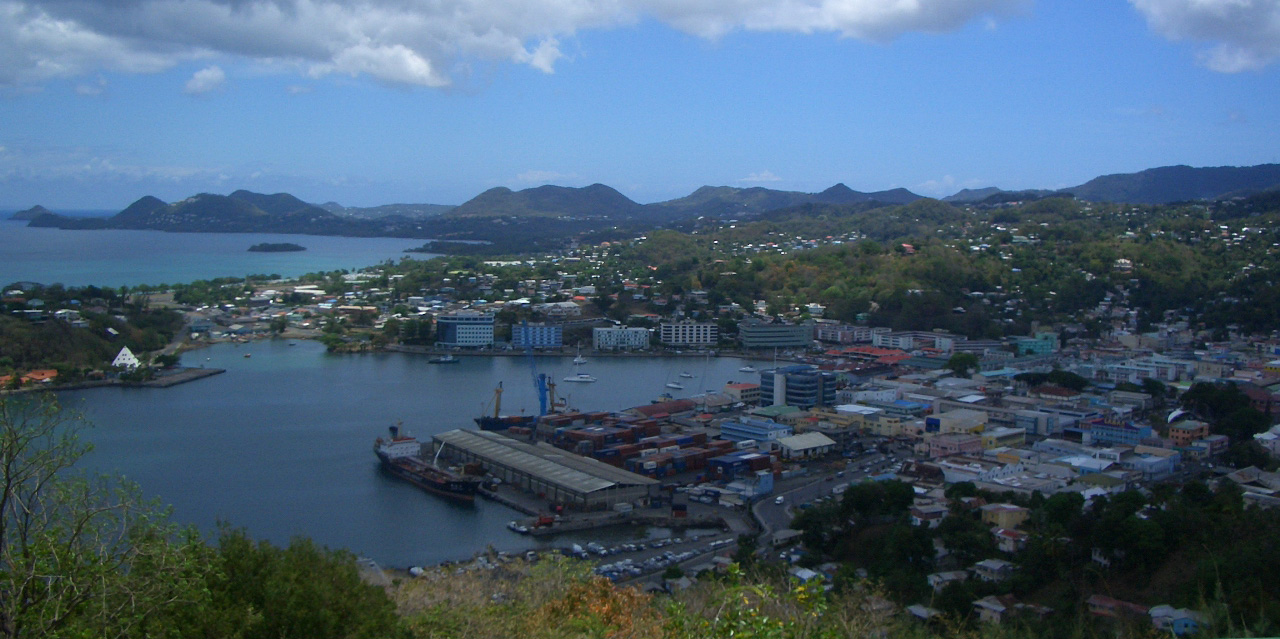
Castries látképe

A szigetet a spanyolok fedezték fel, de a szigeten az első európai telepet 1624-ben az angolok létesítették a mai főváros Castries helyén.
1639-ben az angolok a sziget gyarmatosítására bizottságot alapítottak, de rövid idő múlva az őslakos karibiak mind a négyszáz
angolt lemészárolták.
1651-ben a franciák kezére került.
1664-ben a barbadosiak és a karibiak a franciákat is elűzték.
Saint Lucia hovatartozása 1814-ig tizennégy alkalommal változott.
Jól védhető mélyvizű öble miatt a franciák és az angolok is vonzódtak Castrieshez, s váltva építették itt ki fő támaszpontjukat.
A város nevét egy francia tisztről Castries marsall-ról kapta.
1814-től angol gyarmat.
1871-től a koronagyarmat székhelye.
1979 február 22-én lett a független Saint Lucia fővárosa.

## Gazdaság
Szerény ipara a trópusi mezőgazdaság termékeit dolgozza fel; cukorgyártás, kakaóőrlés, kókusz-, citrom- és szegfűbors feldolfgozás, olajkészítés stb. Ipara főleg kivitelre termel.
Kikötője: Port Castriles. Repülőtere: Vigie.

## Közlekedés
A várost a George F. L. Charles repülőtér repülőtér szolgálja ki, valamint a sziget déli csücskén található Hewanorra nemzetközi repülőtér (légvonalban kb. 30 km). A várost az ország más területeivel (Soufriére, Vieux Fort) autóbuszok (mikrobuszok) járatai kötik össze, amelyek vagy buszmegállóban állnak meg, vagy egyszerűen le lehet inteni őket.